# Dzhoomart Otorbáyev
Dzhoomart Káipovich Otorbáyev (en ruso: Оторбаев, Джоомарт Каипович), (n. ¿?, Kirguistán, 1955) es un político, físico, matemático y profesor kirguiso. En el año 1978 se graduó por la Universidad Estatal de San Petersburgo, recibiendo un doctorado en Física y Matemáticas.
Tras finalizar sus estudios superiores en 1981, comenzó trabajando como investigador en la Academia Nacional de Ciencias de Kirguistán, de la que acabó convirtiéndose en jefe de laboratorio.
A su vez entre los años 1985 y 2005, trabajó como profesor titular en la Universidad Nacional de Kirguistán y en la Universidad Eslávica Rusa de Kirguistán. También entre 1996 y 2002 trabajó en la empresa privada de electrónica Philips, en la que fue Jefe, Director Ejecutivo y Vicepresidente en Asia Central.
En el año 2001 inició su carrera política perteneciendo al gabinete del presidente en materia económica de inversión. Desde ese año hasta 2012 ha ocupado cargos como representante internacional de inversiones, Vicepresidente del Gobierno para asuntos económicos, Director Ejecutivo de inversión, Asesor principal del Banco Europeo para la Reconstrucción y el Desarrollo (BERD), vice primer ministro de Economía e Inversión y desde el 6 de septiembre de 2012 ha sido vice primer ministro del país.
Posteriormente el día 25 de marzo de 2014 tras la dimisión del primer ministro Zhantoro Satybaldiyev, en su sucesión Dzhoomart Otorbáyev fue elegido por el presidente Almazbek Atambayev para sustituirlo en funciones, hasta que el 3 de abril de este año al ser aprobado por el parlamento, pasó a ser nombrado oficialmente 17.º Primer ministro de Kirguistán.